# Alexander Wiktorowitsch Witko

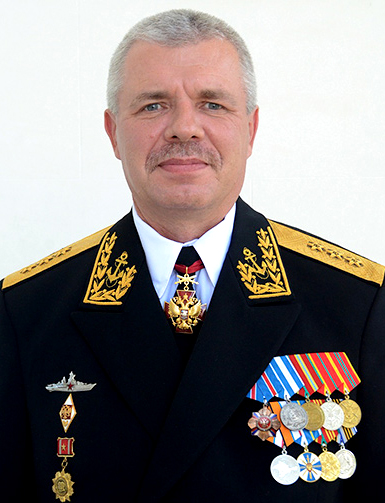
Alexander Witko, 2015

Alexander Wiktorowitsch Witko (russisch Александр Викторович Витко; * 13. September 1961 in Wizebsk, Weißrussische SSR) ist ein Admiral der russischen Seekriegsflotte.

## Leben
1979 trat Witko dem sowjetischen Militär bei und absolvierte 1984 die Schwarzmeer-Offiziershochschule P. S. Nachimow in Sewastopol. Er diente anschließend in der Pazifikflotte von 1984 bis 1986 als Erster Offizier und Kommandeur des Artilleriegefechtsabschnitts (GA-2) auf einem Raketenschnellboot. 1986 bis 1988 sowie 1991 bis 1992 war er Kommandant eines Raketenschnellbootes. 1989 belegte er höhere Offizierslehrgänge und durchlief im Anschluss verschiedene Dienststellungen als Stabschef (1991–1992) und Kommandeur einer Raketenschnellbootdivision (1992–1996) sowie als Stabschef und stellvertretender Kommandeur einer Küstenschutzschiffsbrigade (1996–1998). 1998 absolvierte Witko die Seekriegsakademie N. G. Kusnezow und 2004 die Generalstabsakademie der Russischen Föderation. Ab August 2004 fand er eine Verwendung als stellvertretender Kommandeur der Primorsker Flottille.
Von Juni 2005 bis November 2006 wurde er zunächst Stabschef und anschließend bis 2009 Kommandeur der Gruppe der nordöstlichen Truppen und Streitkräfte Russlands. Von 2009 bis 2013 war er stellvertretender Kommandeur der russischen Nordflotte. Seit 15. April 2013 war Witko Kommandeur der russischen Schwarzmeerflotte. Am 5. Mai 2014 wurde er auf Erlass des Präsidenten der Russischen Föderation zum Admiral befördert. Im Mai 2018 wurde er von der Funktion des Kommandeurs der Schwarzmeerflotte entbunden und zu einem Stellvertreter des Oberkommandierenden der Russischen Seekriegsflotte ernannt. Sein Nachfolger wurde Vizeadmiral Moissejew.
Witko ist verheiratet und hat zwei Söhne.

## Annexion der Krim durch Russland
Witko war maßgeblich an den Ereignissen der völkerrechtswidrigen Annexion der Krim durch Russland beteiligt. Er stellte dem ukrainischen Militär am 3. März 2014 ein Ultimatum mit der Forderung, sich bis zum 4. März 2014 5 Uhr zu ergeben, andernfalls würden auf der gesamten Krim die Militäreinheiten der ukrainischen Streitkräfte gestürmt werden. Am 5. März 2014 wurde durch die ukrainische Generalstaatsanwaltschaft gegen ihn ein Ermittlungsverfahren eingeleitet, da er der Anstiftung zum Verrat und der Organisation von Sabotage beschuldigt wurde. Das russische Verteidigungsministerium bezeichnete diese Handlung als Provokation, die auf die Destabilisierung der Situation auf der Krim abziele. Der stellvertretende Verteidigungsminister Anatoli Antonow bemerkte dazu am 12. März 2014, dass „der Kommandeur der Schwarzmeerflotte seine Pflicht auf gesetzlicher Grundlage erfülle, in strenger Übereinstimmung mit der gültigen russisch-ukrainischen Vereinbarung über die Stationierung der russischen Flotte auf dem Territorium der Ukraine“.
Die Außenminister der Europäischen Union verhängten im März 2014 Sanktionen gegen 21 ukrainische und russische Personen, die ihrer Meinung nach für das am 16. März 2014 stattfindende Referendum über den Status der Krim verantwortlich zeichneten. Über diesen Personenkreis, zu dem auch Witko gehört, wurden Einreiseverbote und Kontensperrungen verhängt.

## Auszeichnungen
- Verdienstorden für das Vaterland 3. Klasse, 2014
- Militärischer Verdienstorden
- Ehrentitel Verdienter Militärspezialist der Russischen Föderation[1]
- weitere Medaillen